# 普盧斯湖
54°10′55″N 10°26′42″E / 54.182°N 10.445°E

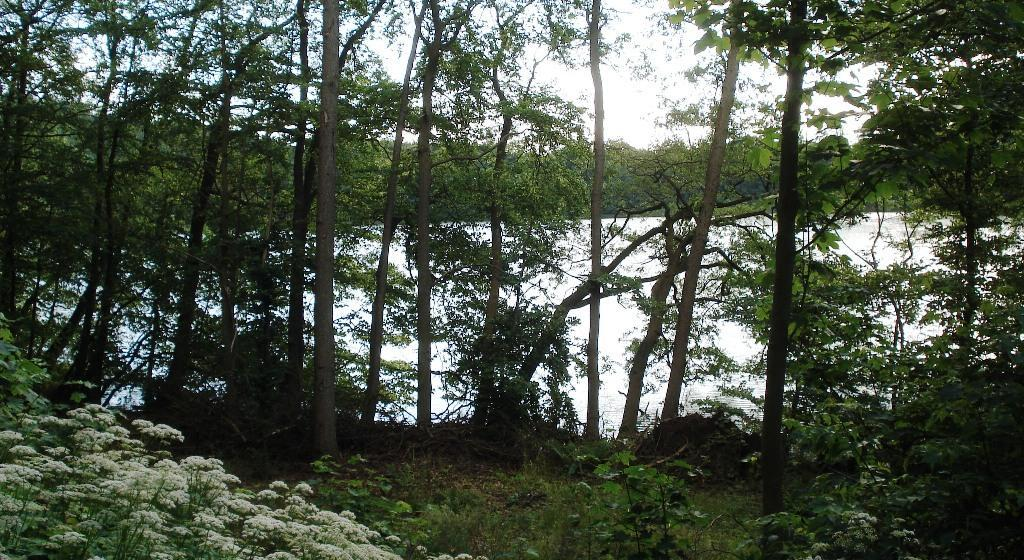

普盧斯湖（德語：Plußsee），是德國的湖泊，位於該國北部石勒蘇益格-荷爾斯泰因州，由普倫縣負責管轄，長0.4公里、寬0.4公里，面積0.13平方公里，最大水深29米。